# Stanley Fish
Stanley Eugene Fish, né le 19 avril 1938 à Providence (Rhodes Island), est un universitaire et théoricien de la littérature américain, souvent perçu ou qualifié comme l'un des représentants du postmodernisme.

## Carrière
Il a été responsable du département de littérature anglophone à l'Université Duke de 1986 à 1992, où il fut professeur d'anglais et de droit (bien que dépourvu de titre universitaire en droit) jusqu'en 1998. Il a ensuite été doyen du College of Liberal Arts and Science de l'université de l'Illinois à Chicago. Depuis 2005, il enseigne à l'université internationale de Floride dans sa faculté de droit.

## Théorie littéraire
Dans une démarche théorique qui a été rapprochée de celle de Thomas Kuhn pour l'histoire des sciences, Fish postule l'existence de « communautés interprétatives (en) » qui permettraient d'expliquer pourquoi et comment les interprétations d'un texte divergent selon les lecteurs et les critiques (ce qui va à l'encontre des théories néo-positivistes sur un sens originel du texte que l'interprète aurait pour tâche de remettre au jour). Il a élaboré cette notion de « communauté interprétative » dans "Interpreting the Variorum", un article influent de 1976, publié dans Critical Inquiry, à partir de la lecture des controverses concernant l'interprétation des poèmes de Milton. S’attachant à montrer le caractère indécidable du sens de certaines ambiguïtés du texte, il s'opposait ainsi à l'analyse formelle qui tenterait de retrouver le sens univoque et assignable du texte en se fondant sur une analyse des dictionnaires, de la grammaire, etc. Alternativement à cette approche, il préconisait d'éprouver le sens comme expérience du lecteur et d'insister sur la temporalité de l'expérience de lecture, accusant le formalisme d'y être indifférent. Il s'insérait ainsi explicitement dans le sillage des théories du reader-response criticism, voire, implicitement, de la théorie pragmatique en linguistique.
Bien qu'il se défende de basculer dans un relativisme interprétatif radical en vertu duquel toutes les interprétations individuelles se vaudraient, il a souvent été critiqué pour cette raison (Antoine Compagnon, Le Démon de la théorie, 1998; Umberto Eco, Les Limites de l'interprétation, 1990). Se désignant lui-même comme « anti-fondationnaire », c'est-à-dire opposé à l'idée de fondement, Fish est en effet perçu comme l'un des représentants majeurs du postmodernisme en théorie littéraire. Il est ainsi devenu la cible de nombreuses attaques, y compris de la part du théoricien britannique, et marxiste, Terry Eagleton, ou de la philosophe américaine Martha Nussbaum.

## Anecdotes
Considéré comme « le professeur de littérature le mieux payé de la planète », auteur d'une dizaine d'ouvrages publiés en anglais, Stanley Fish passe pour avoir été le modèle de Morris Zapp, le professeur de littérature du roman Un tout petit monde (1984), de l'écrivain anglais David Lodge. Sceptique quant à la valeur humaniste qu'apporterait l'étude des classiques, il critique cette thèse à caractère éthique, défendue par Anthony T. Kronman (en), tout en défendant la valeur intrinsèque des humanités et de la culture générale et le plaisir hédoniste que celle-ci apporte en elle-même, s'opposant à tout utilitarisme qui viserait à lui assigner une « utilité » spécifique.

### Expérimentation du concept littéraire et redéfinition
Stanley Fish tente, en 1971, une expérience insolite dont il va tirer une conclusion sur la notion très relative de ce qu'est un objet littéraire et a fortiori la littérature,. Après un cours de sur la théorie littéraire où il a écrit au tableau le nom de plusieurs linguistes : « Jacobs-Rosenbaum », « Levin », « Thorne », « Hayes » et « Ohman (?) » (avec « (?) » après son nom car il ne savait plus si le nom comportait un ou deux n), et — avant de laisser entrer la étudiants pour le cours suivant sur la poésie religieuse anglaise du XVIIe siècle — il ajoute « p. 43 » en haut de la liste et encadre soigneusement le tout. Cela donne ainsi ce texte :
Il fait passer ce texte pour un poème en disant que c'est un poème religieux du genre de ceux étudiés durant l'année et qu'ils ont à l'analyser. Les étudiants produisent donc savamment des commentaires érudits en évoquant la qualité du rythme ou la richesse des références hébraïques, parfois s'en émeuvent même, voire crient au chef-d'œuvre. Stanley Fish tire de cette liste de linguistes (Roderick Jacobs et Peter Rosenbaum, Samuel Levin, J. P. Thorne, Curtis Hayes et Richard Ohmann) que :

« En d’autres termes, loin d’être provoqués par des caractéristiques formelles, les actes de reconnaissance sont leur source. Ce n’est pas la présence de qualités poétiques qui impose un certain type d’attention mais c’est le fait de prêter un certain type d’attention qui conduit à l’émergence de qualités poétiques. Dès que mes étudiants furent conscients que ce qu’ils voyaient était de la poésie, ils commencèrent à regarder avec des yeux « qui voient de la poésie », c’est-à-dire avec des yeux qui voient tout en relation avec les propriétés qu’ils savent que les poèmes possèdent. »

— Quand lire c'est faire. L'autorité des communautés interprétatives

## Œuvres traduites en français
- Respecter le sens commun. Rhétorique, interprétation et critique en littérature et en droit, LGDJ, Paris, 1995.
- Quand lire c’est faire. L’autorité des communautés interprétatives, Les Prairies ordinaires, Paris, 2007.